# Prince of Wales (otok)
Prince of Wales (fra. Île du Prince-de-Galles) je arktički otok u Nunavutu u Kanadi. Jedan od većih otoka Kanadskog arktičkog otočja, nalazi se između Viktorijinog otoka i otoka Somerset i južno od otoka kraljice Elizabete.
Administrativno je podijeljen na dvije regije, Qikiqtaaluk i Kitikmeot. Na otoku nema stalnih naselja.

## Geografija
To je niski otok prekriven tundrom s nepravilnom obalom duboko razvedenom zaljevom Ommanney na zapadu i zaljevom Browne na istoku. Zaljev Ommanney dobio je ime po admiralu Sir Erasmusu Ommanneyju iz Kraljevske mornarice koji je istraživao to područje u sklopu potrage za ekspedicijom Franklin.
Njegova površina procijenjena je na 33.339 km². Otok Prince of Wales je 40. najveći otok na svijetu i 10. najveći otok u Kanadi. Njegova najviša poznata točka, s nadmorskom visinom od 424 m, je neimenovano mjesto na sjeveroistočnom dijelu otoka (73°48′26″N 97°50′14″W / 73.80722°N 97.83722°W), koji gleda na kanal Baring. Taj kanal razvdaja otoke Prince of Wales i Russell.

## Povijest
Europljani su otkrili ovaj otok 1851. godine na sanjkama Francisa Leopolda McClintocka tijekom potrage za posljednjom ekspedicijom Johna Franklina. McClintock je zajedno sa Sherardom Osbornom i Williamom Browneom ucrtao sjevernu polovicu otoka. Njegovu južnu polovicu ucrtao je Allen Young 1859. Ime je dobio po Albertu Eduardu, najstarijem sinu kraljice Viktorije, tada desetogodišnjem i princu od Walesa. Kasnije je postao kralj Eduard VII.

## Daljnja literatura
- Blackadar, Robert Gordon; ''Precambrian Geology of Boothia Peninsula, Somerset Island, and Prince of Wales Island, District of Franklin'', Ottawa, ON: Dept. of Energy, Mines and Resources, 1967
- Christie, Robert Loring; ''Stratigraphic Sections of Palaeozoic Rocks on Prince of Wales and Somerset Island, District of Franklin, Northwest Territories'', Ottawa, ON: Queen's Printer, 1967
- Dyke, Arthur S.; ''Quaternary Geology of Prince of Wales Island, Arctic Canada'', Ottawa, ON: Geological Survey of Canada, 1992, ISBN 0-660-14408-5
- Mayr, Ulrich; ''Geology of eastern Prince of Wales Island and adjacent smaller islands, Nunavut (parts of NTS 68D, Baring Channel and 68A, Fisher Lake)'', Ottawa, ON: Geological Survey of Canada, 2004, ISBN 0-660-18804-X

## Vanjske poveznice
|  | Zajednički poslužitelj ima još gradiva o temi Prince of Wales (otok) |

- Prince of Wales Island in the Atlas of Canada - Toporama; Natural Resources Canada